# Lány kettes szánkó a 2020. évi téli ifjúsági olimpiai játékokon
A 2020. évi téli ifjúsági olimpiai játékokon a szánkó lány kettes versenyszámát január 18-án rendezték a St. Moritz-Celerina Olympic Bobrunban. Az aranyérmet a német Jessica Degenhardt, Vanessa Schneider duó szerezte meg a kanadai és a lett páros előtt.
A versenyszámban magyar csapat nem vett részt.

## Versenynaptár
Az időpont(ok) helyi idő szerint olvashatóak (UTC +01:00):
| Dátum                     | Időpont     | Forduló  |
| ------------------------- | ----------- | -------- |
| 2020. január 18., szombat | 11:00-11:25 | 1. futam |
| 2020. január 18., szombat | 12:00-12:25 | 2. futam |

## Eredmény
| Hely. | Versenyző                                 | Nemzet                 | R. | 1. futam | 1. futam | 2. futam | 2. futam | Hátrány | Összesen |
| Hely. | Versenyző                                 | Nemzet                 | R. | Idő      | Hely.    | Idő      | Hely.    | Hátrány | Összesen |
| ----- | ----------------------------------------- | ---------------------- | -- | -------- | -------- | -------- | -------- | ------- | -------- |
| Arany | Jessica Degenhardt Vanessa Schneider      | Németország (GER)      | 3  | 55,748   | 1        | 55,695   | 1        | 00,000  | 1:51,443 |
| Ezüst | Caitlin Nash Natalie Corless              | Kanada (CAN)           | 7  | 56,294   | 4        | 56,415   | 2        | +1,266  | 1:52,709 |
| Bronz | Viktorija Ziediņa Selīna Elizabete Zvilna | Lettország (LAT)       | 6  | 56,488   | 5        | 56,555   | 3        | +1,600  | 1:53,043 |
| 4.    | Maya Chan Reannyn Weiler                  | Egyesült Államok (USA) | 5  | 56,145   | 3        | 57,095   | 6        | +1,797  | 1:53,240 |
| 5.    | Nikola Domowicz Dominika Piwkowska        | Lengyelország (POL)    | 11 | 56,705   | 6        | 56,781   | 4        | +2,043  | 1:53,486 |
| 6.    | Natalja Korotajeva Viktorija Csirkova     | Oroszország (RUS)      | 1  | 56,087   | 2        | 58,292   | 10       | +2,936  | 1:54,379 |
| 7.    | Bianka Petríková Nikola Trembošová        | Szlovákia (SVK)        | 2  | 57,742   | 10       | 57,026   | 5        | +3,325  | 1:54,768 |
| 8.    | Petra Tolomey Daria Căciulan              | Románia (ROU)          | 10 | 57,488   | 9        | 57,303   | 7        | +3,348  | 1:54,791 |
| 9.    | Markéta Nováková Anna Vejdělková          | Csehország (CZE)       | 4  | 56,790   | 8        | 58,068   | 9        | +3,415  | 1:54,858 |
| 10.   | Nadija Antonjuk Olekszandra Moh           | Ukrajna (UKR)          | 8  | 56,773   | 7        | 58,530   | 11       | +3,860  | 1:55,303 |
| 11.   | Adriana Adam Aliona Busuioc               | Moldova (MDA)          | 9  | 58,079   | 11       | 57,709   | 8        | +4,345  | 1:55,788 |

____
Magyarázat:
• R = rajtszám